# Migdolus punctatus
Migdolus punctatus är en skalbaggsart som beskrevs av Lane 1937. Migdolus punctatus ingår i släktet Migdolus och familjen långhorningar. Inga underarter finns listade i Catalogue of Life.